# Nicolás Armentia
Nicolás Armentia y Ugarte (Bernedo, España, 5 de diciembre de 1845 - La Paz, Bolivia 24 de noviembre de 1909) fue un explorador, lingüista, antropólogo y escritor español, nombrado el 22 de octubre de 1901 obispo franciscano de La Paz.

## Vida
Antes de llegar a América del Sur, ingresó en el noviciado de los frailes menores franciscanos en Amiens, Francia, el 6 de diciembre de 1860. De joven poseía notables conocimientos matemáticos, astronómicos y geográficos y había estudiado ciencias. Como misionero estuvo bajo la guía del Padre Rafael Sans, pionero en los bosques y en los cursos de los ríos de la región del departamento del Beni, en los llanos bolivianos. Entre 1880 y 1882 exploró la cuenca del río Madre de Dios, un subafluente del gran afluente río Madeira, del Amazonas, en una región desconocida hasta entonces.
Los indígenas allí no eran numerosos, pero a menudo hostiles, y durante años habían sido diezmados por la viruela. Para llegar a ellos, se abrió paso de una aldea abandonada a otra, expuesto a las penurias del hambre, el clima y las enfermedades. Enseñó y predicó donde y cuando se encontró con los indígenas, estableciendo y restableciendo misiones; de esta manera reunió materiales para la geografía, la historia natural y la antropología de estas regiones.
Armentia era un escritor, y una de sus primeras obras fue "Tacana", la cual fue publicada en La Paz, sede de gobierno de Bolivia.

## Obras
Sus principales publicaciones son:
- "Diario del Viage al Madre de Dios, hecho por el P. Fray Nicolás Armentia, en el año de mil ochocientos ochenta y cuatro y mil ochocientos ochenta y cinco, en calidad de comisionado para explorar el Madre de Dios", etc.; generalmente encuadernado con "Navegación del Madre de Dios" (La Paz, 1887);
- "Descripción de la Provincia de los Mojos, en el Reino del Perú" (La Paz, 1888) -- esta última es una traducción al español del libro del jesuita Franz Xavier Eder, "Descriptio Provinciae Moxitarum" (Buda, 1791).
- "Vocabulario del Idioma Shipibo del Ucayali" apareció en "Boletín de la Sociedad geográfica de La Paz", I, No.1. Este es hasta ahora el vocabulario más completo de la reserva Pano (ver Arawaks), y abarca más de 3.800 palabras.
- "Tacana; arte, vocabulario, exhortaciones, frases y un mapa". Biblioteca Lingüística  del Museo de la Plata. Argentina. (La Plata, Buenos Aires, 1902).
- "Los Indios Mosetenes y su lengua" fue publicado en Buenos Aires, 1903.
- "Relación histórica de las Misiones franciscanas de Apolobamba por otro nombre frontera de Caupolicán",[2] Impresora del Estado (La Paz, 1903)